# Amtsgericht Mügeln
Das Amtsgericht Mügeln war von 1879 bis 1943/1952 ein Gericht der ordentlichen Gerichtsbarkeit und eines von 15 Amtsgerichten im Sprengel des Landgerichtes Leipzig mit Sitz in Mügeln.

## Geschichte
Von 1856 bis 1879 bestand in Mügeln das Gerichtsamt Mügeln als erstinstanzliches Gericht. Dieses hatte im Zuge der Auflösung des Gerichtsamtes Wermsdorf 1874 eine deutliche Vergrößerung erfahren. Mit den Reichsjustizgesetzen wurde das Gerichtsamt Mügeln aufgelöst und das Amtsgericht Mügeln als Nachfolger des Gerichtsamtes eingerichtet. Sein Sprengel bestand aus der Stadt Mügeln und noch 72 Landgemeinden. Das Amtsgericht Mügeln war eines von 15 Amtsgerichten im Bezirk des Landgerichtes Leipzig. Der Amtsgerichtsbezirk umfasste anfangs 15.746 Einwohner. Das Gericht hatte damals eine Richterstelle und war eines der kleineren Amtsgerichte im Landgerichtsbezirk. Der Amtsgerichtsbezirk umfasste Mügeln mit den Schlosshäusern, Ablaß, Altmügeln, Auerschütz, Baderitz, Bennewitz, Berntitz, Börtewitz, Crellenhain, Däbritz, Delmschütz, Döhlen, Gallschütz, Gaschütz, Gaudlitz, Glossen, Göldnitz, Görlitz, Graumnitz, Grauschwitz, Gröppendorf, Großpelsen, Großquerbitzsch, Großschlatitz, Hubertusburg (Schloss und Wohngebäude), Kemmlitz, Kiebitz mit Pfarrsteina, Kleinpelsen mit Straßenhäusern, Kleinquerbitzsch, Kleinschlatitz, Lichteneichen, Liptitz, Lüttnitz, Mabris, Mahris, Nebitzschen, Neubaderitz, Neusorge, Neusornzig, Niedergoseln, Niedergrauschwitz, Niederlützschera, Obergrauschwitz, Oberlützschera, Obersteina, Oetzsch, Paschkowitz, Pommlitz bei Mügeln, Poppitz bei Mügeln, Remsa, Schlagwitz bei Mügeln, Schlanzschwitz, Schleben, Schrebitz mit Kroppach, Schwednitz, Schweta mit Ockritz, Selitz, Sömnitz, Sornzig, Strocken, Töllschütz, Wadewitz bei Mügeln, Wermsdorf, Wetitz, Wiederoda, Wollsdorf, Zävertitz, Zaschwitz, Zschannewitz bei Mügeln, Zschannewitz bei Mutzschen, die Luppaer und Wermsdorfer Forstreviere und die Ockritzer wüste Mark.
Im Jahre 1943 wurde das Amtsgericht Mügeln kriegsbedingt zu einer Nebenstelle des Amtsgerichtes Oschatz herabgestuft und war nun nur noch für die freiwillige Gerichtsbarkeit zuständig. Mit dem Gerichtsverfassungsgesetz vom 2. Oktober 1952 wurden das Amtsgericht Mügeln in der DDR aufgehoben und das Kreisgericht Oschatz an seiner Stelle eingerichtet. Gerichtssprengel war nun der Kreis Oschatz.

## Gerichtsgebäude

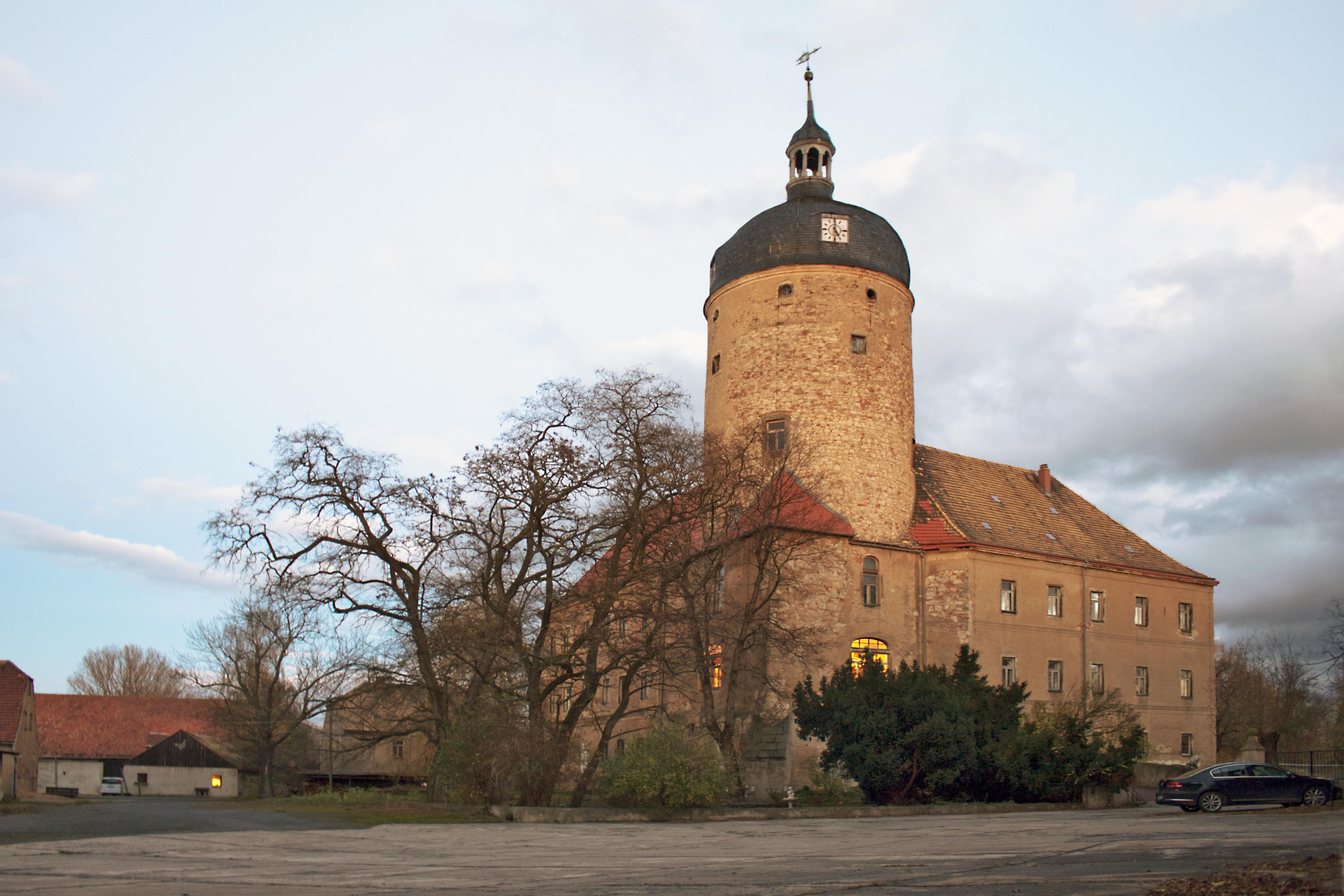
Schloss Ruhethal (2013)

Als Amtsgerichtsgebäude wurde das Schloss Ruhethal genutzt. Dieses wurde vorher vom Gerichtsamt und davor vom Justizamt Mügeln genutzt. Es steht unter Denkmalschutz.